# Son of Schmilsson
Son of Schmilsson är ett musikalbum av Harry Nilsson som lanserades 1972 på RCA Records. Det var hans åttonde studioalbum. Albumet innehåller den amerikanska singelhiten "Spaceman", men det blev inte lika populärt som hans föregående Nilsson Schmilsson.
På albumet medverkar en rad kända musiker. Ringo Starr spelar trummor på flera av albumets låtar. Bland andra medverkande musiker kan nämnas Nicky Hopkins på piano, Klaus Voormann med bas och saxofon, Peter Frampton (gitarr), Bobby Keys (trumpet, saxofon och trombon), samt George Harrison på slideguitar på låten "You're Breakin' My Heart".

## Låtlista
(låtar utan angiven upphovsman skrivna av Harry Nilsson)
1. "Take 54" – 4:22
2. "Remember (Christmas)"– 4:07
3. "Joy" – 3:42
4. "Turn on Your Radio" – 2:42
5. "You're Breakin' My Heart" – 3:10
6. "Spaceman" – 3:33
7. "The Lottery Song" – 2:24
8. "At My Front Door" (Ewart B. Abner, John C. Moore) – 2:46
9. "Ambush" – 5:35
10. "I'd Rather Be Dead" (Nilsson, Richard Perry) – 3:20
11. "The Most Beautiful World in the World" – 3:33

## Listplaceringar
- Billboard 200, USA: #12[1]
- UK Albums Chart, Storbritannien: #41[2]
- RPM, Kanada: #18[3]